# Persone di nome David/Giocatori di football americano
| Questa pagina contiene informazioni ricavate automaticamente dalle voci biografiche con l'ausilio del template Bio e di un bot. L'aggiornamento è periodico e automatico e ricostruisce completamente la pagina. Se manca una persona in questa lista, sei pregato di non aggiungerla, ma accertati piuttosto che la sua voce biografica contenga il template Bio e che i dati anagrafici siano correttamente compilati. Se il template Bio manca, inseriscilo tu stesso o, in alternativa, metti l'avviso {{tmp\|Bio}} che ne segnala la mancanza. Se i dati riportati sono sbagliati, correggi direttamente la voce biografica; le modifiche saranno visibili in questa lista entro pochi giorni. Per chiarimenti vedi il progetto antroponimi. La lista contiene solo le 99 persone che sono citate nell'enciclopedia e per le quali è stato implementato correttamente il template Bio. Pagina aggiornata al 6 ago 2025. |

Questa è una lista di persone presenti nell'enciclopedia che hanno il nome David e sono giocatori di football americano.

## A(4)
- David Akers, ex giocatore di football americano statunitense (Lexington, n. 1974)
- David Amerson, giocatore di football americano statunitense (Honolulu, n. 1991)
- David Andrews, ex giocatore di football americano statunitense (Johns Creek, n. 1992)
- David Ausberry, giocatore di football americano statunitense (Strasburg, n. 1987)

## B(13)
- David Baas, giocatore di football americano statunitense (Bixby, n. 1981)
- David Bakhtiari, giocatore di football americano statunitense (Burlingame, n. 1991)
- David Bass, ex giocatore di football americano statunitense (St. Louis, n. 1990)
- David Beale, giocatore di football americano statunitense (Haines City)
- Dave Behrman, giocatore di football americano statunitense (Dowagiac, n. 1941 - East Lansing, † 2014)
- David Bell, giocatore di football americano statunitense (Indianapolis, n. 2000)
- David Blough, ex giocatore di football americano statunitense (Carrollton, n. 1995)
- David Boston, ex giocatore di football americano statunitense (Humble, n. 1978)
- David Brandt, ex giocatore di football americano e allenatore di football americano statunitense (Grand Rapids, n. 1977)
- Dave Brown, giocatore di football americano statunitense (Akron, n. 1953 - Lubbock, † 2006)
- Dave Brown, ex giocatore di football americano statunitense (Summit, n. 1970)
- David Bruton, giocatore di football americano statunitense (Winchester, n. 1987)
- Dave Butz, giocatore di football americano statunitense (La Fayette, n. 1950 - Swansea, † 2022)

## C(7)
- Dave Cadigan, ex giocatore di football americano statunitense (Needham, n. 1965)
- David Carr, ex giocatore di football americano statunitense (Bakersfield, n. 1979)
- David Carter, giocatore di football americano statunitense (Los Angeles, n. 1987)
- David Carter, giocatore di football americano statunitense (Vincennes, n. 1953 - Vincennes, † 2021)
- Dave Casper, ex giocatore di football americano statunitense (Bemidji, n. 1952)
- David Chaves Jiménez, giocatore di football americano spagnolo (Coín, n. 1994)
- David Culley, ex giocatore di football americano e allenatore di football americano statunitense (Sparta, n. 1955)

## D(5)
- David Daniels, ex giocatore di football americano statunitense (Sarasota, n. 1969)
- D.J. White, giocatore di football americano statunitense (Atlanta, n. 1993)
- David DeCastro, giocatore di football americano statunitense (Bellevue, n. 1990)
- David Diehl, ex giocatore di football americano statunitense (Chicago, n. 1980)
- Dave Duerson, giocatore di football americano statunitense (Muncie, n. 1960 - Sunny Isles Beach, † 2011)

## E(1)
- David Edwards, giocatore di football americano statunitense (Downers Grove, n. 1997)

## F(1)
- David Fales, giocatore di football americano statunitense (Salinas, n. 1990)

## G(4)
- David Gahafer, giocatore di football americano statunitense (Louisville)
- David Gibson, ex giocatore di football americano statunitense (Santa Ana, n. 1975)
- David Gilreath, giocatore di football americano statunitense (Saint Paul, n. 1988)
- David Guthrie, ex giocatore di football americano statunitense (Los Angeles, n. 1993)

## H(7)
- Dave Hampton, ex giocatore di football americano statunitense (Akron, n. 1947)
- David Hanomihl-Lukić, giocatore di football americano serbo
- David Harris, giocatore di football americano statunitense (Grand Rapids, n. 1984)
- David Hawthorne, giocatore di football americano statunitense (Corsicana, n. 1985)
- Dave Hill, giocatore di football americano statunitense (Lanett, n. 1941 - † 2022)
- David Howard, ex giocatore di football americano statunitense (Columbia, n. 1987)
- David Hughes, ex giocatore di football americano statunitense (Honolulu, n. 1959)

## J(3)
- David Johnson, ex giocatore di football americano statunitense (Clinton, n. 1991)
- Deacon Jones, giocatore di football americano statunitense (Eatonville, n. 1938 - Anaheim, † 2013)
- D.J. Jones, giocatore di football americano statunitense (Greenville, n. 1995)

## K(5)
- David King, giocatore di football americano statunitense (Houston, n. 1989)
- David Kirtman, ex giocatore di football americano statunitense (San Francisco, n. 1983)
- David Klingler, ex giocatore di football americano statunitense (Houston, n. 1969)
- Dave Kocourek, giocatore di football americano statunitense (Chicago, n. 1937 - Marco Island, † 2013)
- Dave Krieg, ex giocatore di football americano statunitense (Iola, n. 1958)

## L(5)
- David LaFleur, ex giocatore di football americano statunitense (Lake Charles, n. 1974)
- David Lee, ex giocatore di football americano statunitense (Shreveport, n. 1943)
- David Lewis, ex giocatore di football americano statunitense (Portland, n. 1961)
- David Long Jr., giocatore di football americano statunitense (n. 1998)
- David Long, giocatore di football americano statunitense (Los Angeles, n. 1998)

## M(6)
- David Mayo, ex giocatore di football americano statunitense (St. Helens, n. 1992)
- David Miletić, giocatore di football americano tedesco (Heppenheim, n. 1998)
- David Molk, giocatore di football americano statunitense (Lemont, n. 1988)
- David Montgomery, giocatore di football americano statunitense (Cincinnati, n. 1997)
- David Moore, giocatore di football americano statunitense (Gainesville, n. 1995)
- David Müller, giocatore di football americano tedesco

## N(4)
- David Nixon, giocatore di football americano statunitense (College Station, n. 1985)
- David Njoku, giocatore di football americano statunitense (Cedar Grove, n. 1996)
- David Norrie, ex giocatore di football americano statunitense (Boston, n. 1963)
- David Nyhlén, giocatore di football americano svedese

## O(4)
- David Odenthal, ex giocatore di football americano e allenatore di football americano tedesco (Colonia, n. 1979)
- David Ojabo, giocatore di football americano nigeriano (Port Harcourt, n. 2000)
- David Oku, ex giocatore di football americano e allenatore di football americano statunitense (Midwest City)
- David Overstreet, giocatore di football americano statunitense (Big Sandy, n. 1958 - Winona, † 1984)

## P(4)
- Dave Parks, giocatore di football americano statunitense (Muenster, n. 1941 - Austin, † 2019)
- David Parry, giocatore di football americano statunitense (Carrollton, n. 1992)
- David Paulson, giocatore di football americano statunitense (Auburn, n. 1989)
- David Pollack, ex giocatore di football americano statunitense (New Brunswick, n. 1982)

## Q(1)
- David Quessenberry, giocatore di football americano statunitense (La Jolla, n. 1990)

## R(5)
- Dave Ragone, ex giocatore di football americano e allenatore di football americano statunitense (Middleburg Heights, n. 1979)
- Dave Rayner, giocatore di football americano statunitense (Oxford, n. 1982)
- D.J. Reader, giocatore di football americano statunitense (Greensboro, n. 1994)
- Dave Reavis, ex giocatore di football americano statunitense (Nashville, n. 1950)
- Dave Rimington, ex giocatore di football americano statunitense (Omaha, n. 1960)

## S(5)
- David Sharpe, giocatore di football americano statunitense (Jacksonville, n. 1995)
- Dave Simonson, ex giocatore di football americano statunitense (Austin, n. 1952)
- David Sims, ex giocatore di football americano statunitense (Atlanta, n. 1955)
- David Snow, giocatore di football americano statunitense (Longview, n. 1989)
- Dave Szott, ex giocatore di football americano statunitense (Passaic, n. 1967)

## T(3)
- David Terrell, ex giocatore di football americano statunitense (Richmond, n. 1979)
- Dave Tipton, ex giocatore di football americano statunitense (Hollister, n. 1949)
- David Tyree, ex giocatore di football americano statunitense (Livingston, n. 1980)

## V(1)
- David Verser, ex giocatore di football americano statunitense (Kansas City, n. 1958)

## W(10)
- David Walker, giocatore di football americano statunitense (Stuttgart, n. 2000)
- David Weinstock, giocatore di football americano tedesco (Amburgo, n. 1998)
- David Wells, giocatore di football americano statunitense (Fresno, n. 1995)
- Dave Whitsell, giocatore di football americano statunitense (Shelby, n. 1936 - † 1999)
- Dave Wilcox, giocatore di football americano statunitense (Ontario, n. 1949 - † 2023)
- D.J. Williams, giocatore di football americano statunitense (Dallas, n. 1988)
- David Williams, ex giocatore di football americano statunitense (Mulberry, n. 1966)
- Dave Wilson, ex giocatore di football americano statunitense (Anaheim, n. 1959)
- David Woodley, giocatore di football americano statunitense (Shreveport, n. 1958 - Shreveport, † 2003)
- Dave Wyman, ex giocatore di football americano statunitense (San Diego, n. 1964)

## Y(1)
- David Yankey, giocatore di football americano australiano (Sydney, n. 1992)